# Gekuppelte Fenster

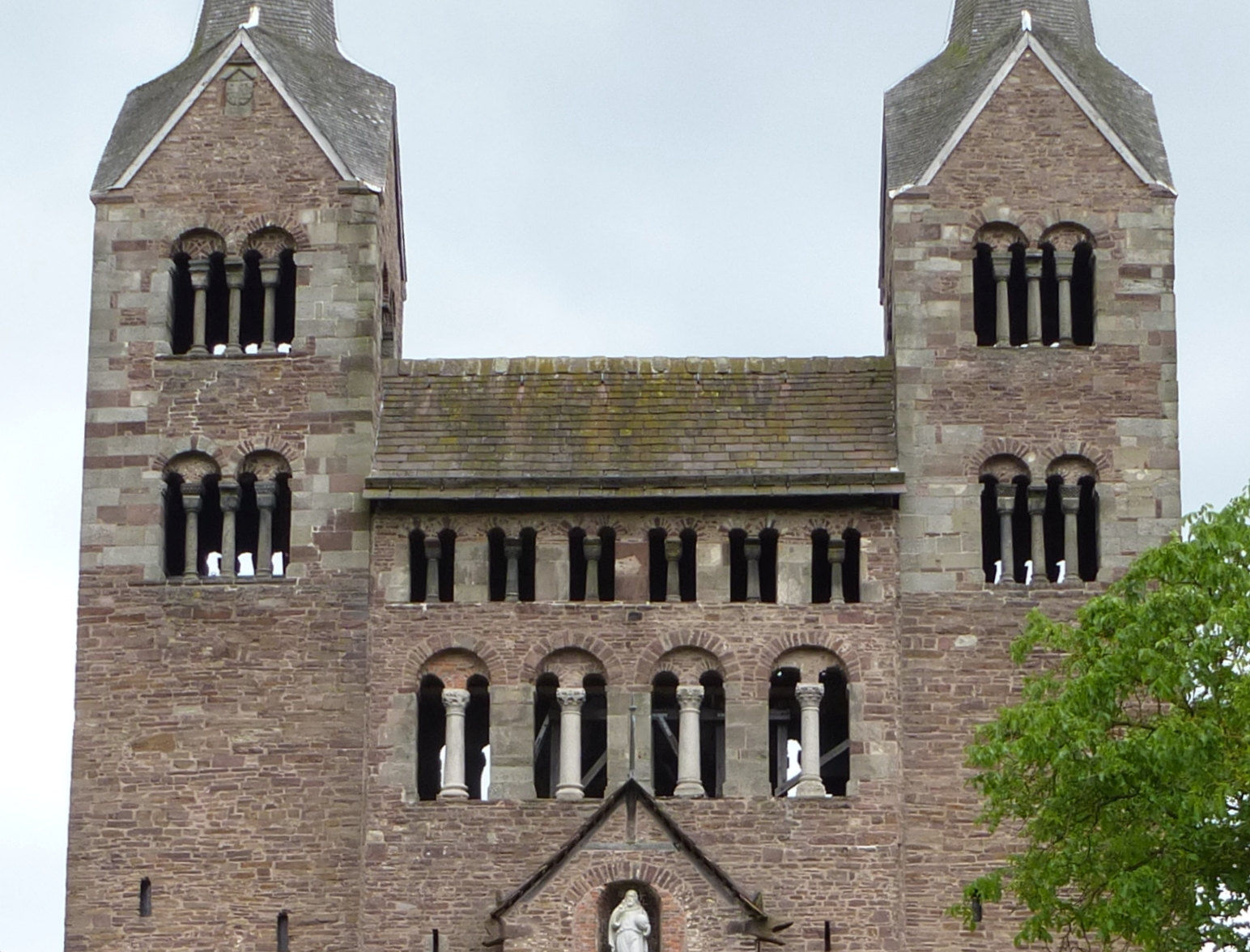
Romanische Biforien und Tetraforien am Westwerk der Abteikirche Corvey

Als gekuppeltes Fenster oder Koppelfenster bezeichnet man im Bauwesen eine nebeneinanderliegende und einander betont zugeordnete Folge von Fassadenöffnungen. Um eine engere Verbindung herzustellen, wird beim gekuppelten Fenster oder Portal meist der verbindende Mittelpfosten leichter oder als Säulchen ausgebildet.
In der modernen Architektur werden mehr als zwei horizontal aneinandergereihte Fenster auch als Fensterband bezeichnet. 

## Unterschiedliche Formen
Je nach Anzahl der Teilfenster unterscheidet man
- das Biforium, gekuppelt aus zwei Teilfenstern; auch Zwillingsfenster, Doppelarkade und im maurischen Stil Ajimez; ein Doppelfenster wird nicht durch einen festen Pfosten oder eine Säule geteilt, sondern durch einen beweglichen Stulp, der Teil des Flügels ist
- das Triforium, gekuppelt aus drei Teilfenstern (Achtung: Das Wort ‚Triforium‘ bezeichnet außerdem die als Laufgang oder Blendarkade gestaltete Etage zwischen den Arkaden zu den Seitenschiffen und den Obergaden in Basiliken, gelegen in der Höhe der Pultdächer der Seitenschiffe);
- das Tetraforium, gekuppelt aus vier Teilfenstern;
- das Pentaforium, gekuppelt aus fünf Teilfenstern.

Diese Begriffe werden auch verwendet, wenn statt eines Fensters ein Arkadenbogen unterteilt ist. 
In der romanischen und gotischen Architektur, auch in frühen Renaissancebauten, rahmte man gekuppelte Fenster gerne mit einer Blendarkade ein. Bei gotischen Triforien konnte das mittlere Fenster höher sein als die beiden seitlichen.

## Variante
In Renaissance und Klassizismus finden sich auch Triforien aus einem mittleren Bogenfenster zwischen zwei Fenstern mit waagerechten Abschlüssen. Diese auch als Venezianisches Fenster (Serliana, Syrischer Bogen) bezeichnete Kombination wurde aus dem Motiv des Triumphbogens entwickelt.

## Statik
Vor der Erfindung des Stahlträgers boten gekuppelte Fenster außer ästhetischen auch statische Vorteile, da in den Bögen schmaler Teilfenster geringere Druckkräfte auftreten als in weit gespannten Bögen.

## Bilder

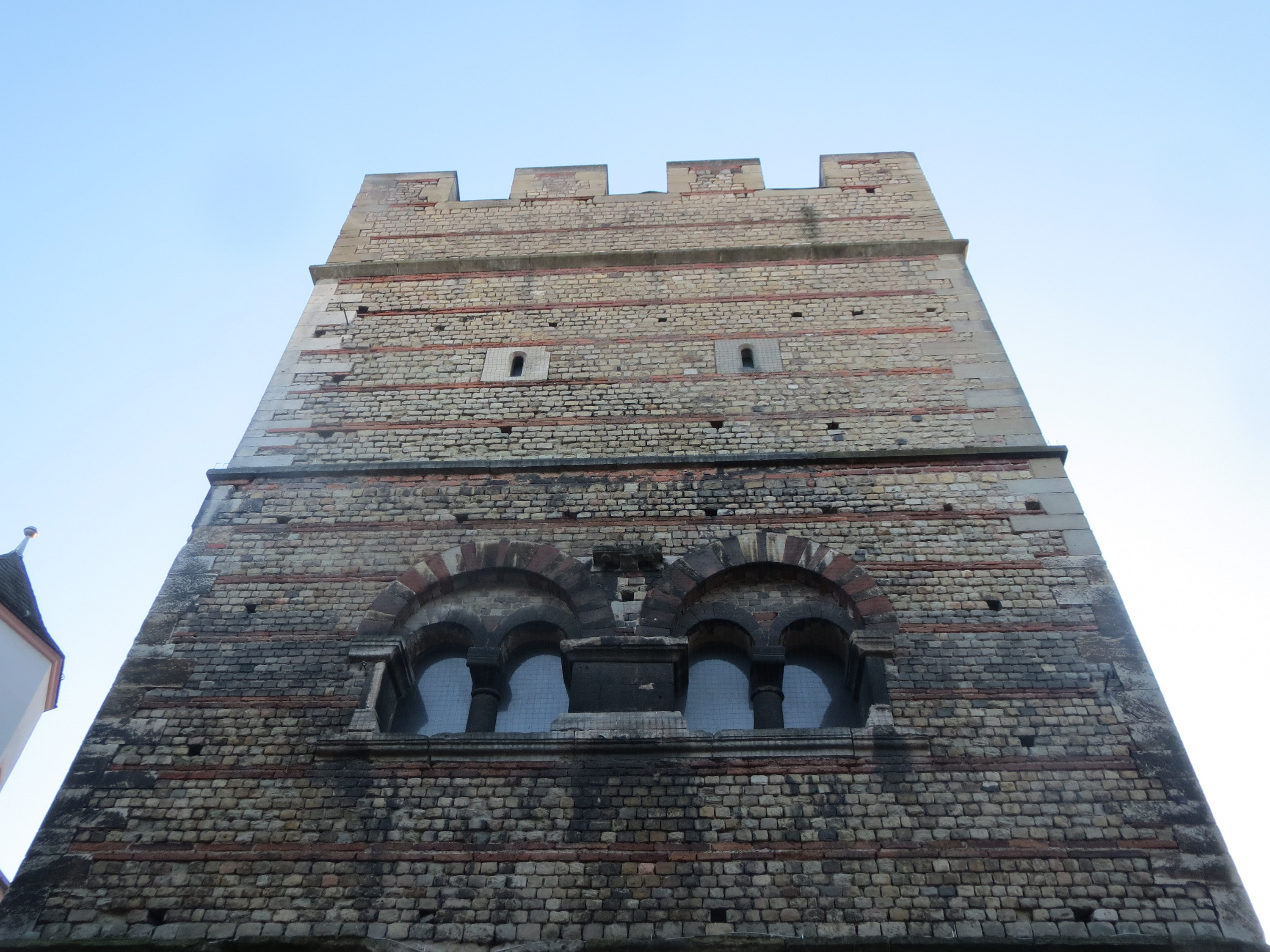
Romanische gekuppelte Zwillingsfenster am Frankenturm (Trier), um 1100
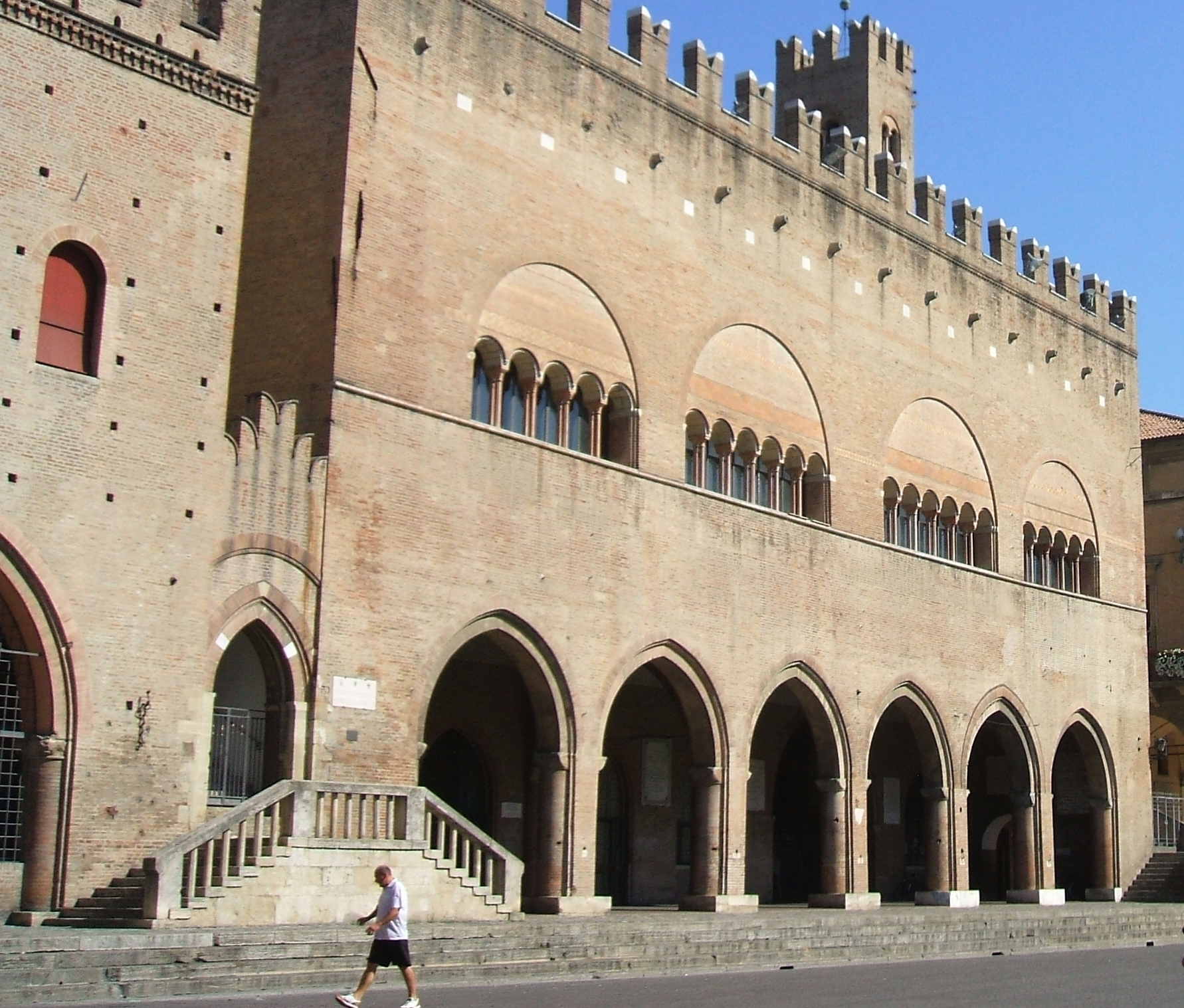
Frühgotische Pentaforien am Palazzo dell’Arengo in Rimini, 1204
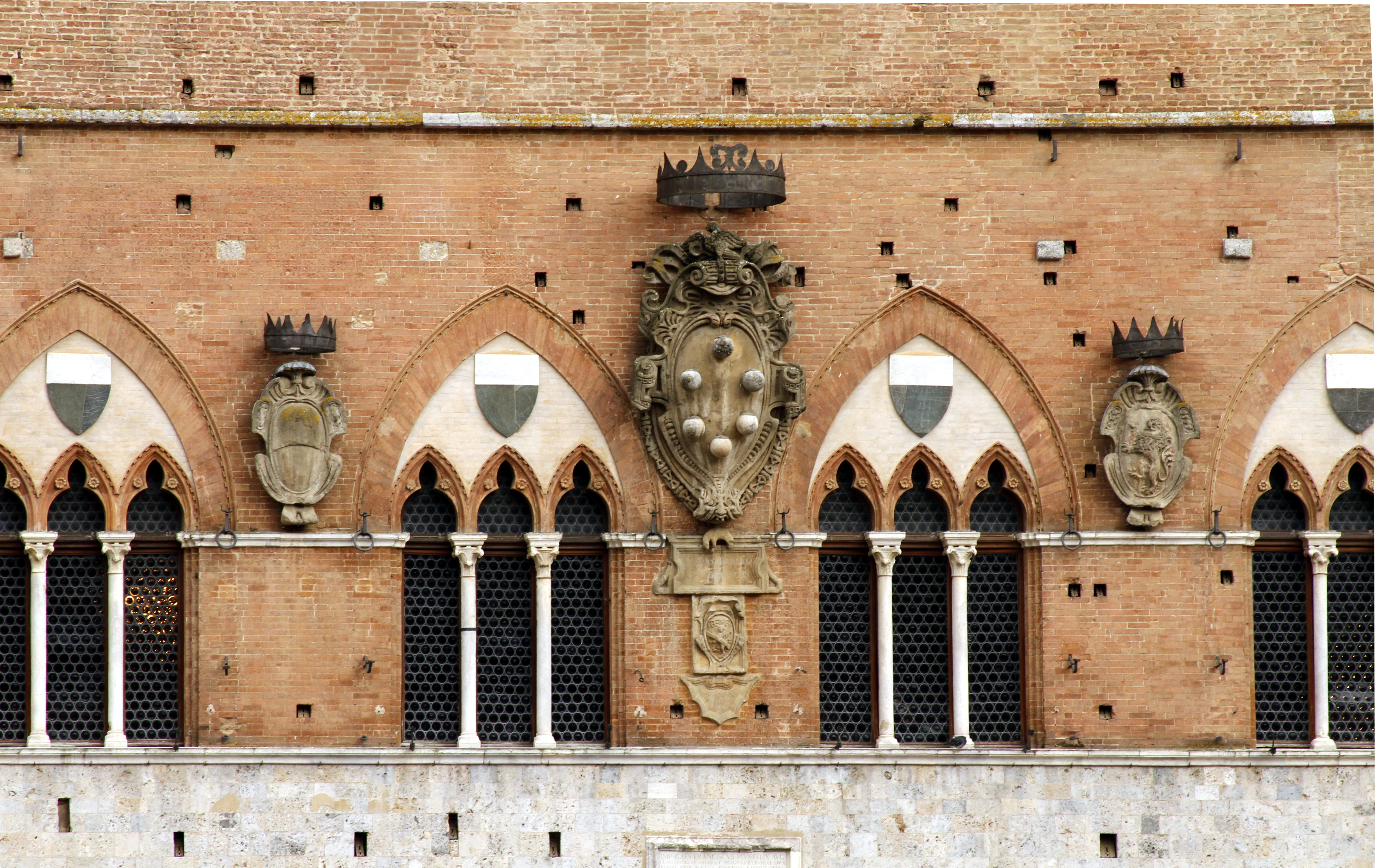
Gotische Triforien, Palazzo Pubblico (Siena), ab 1250
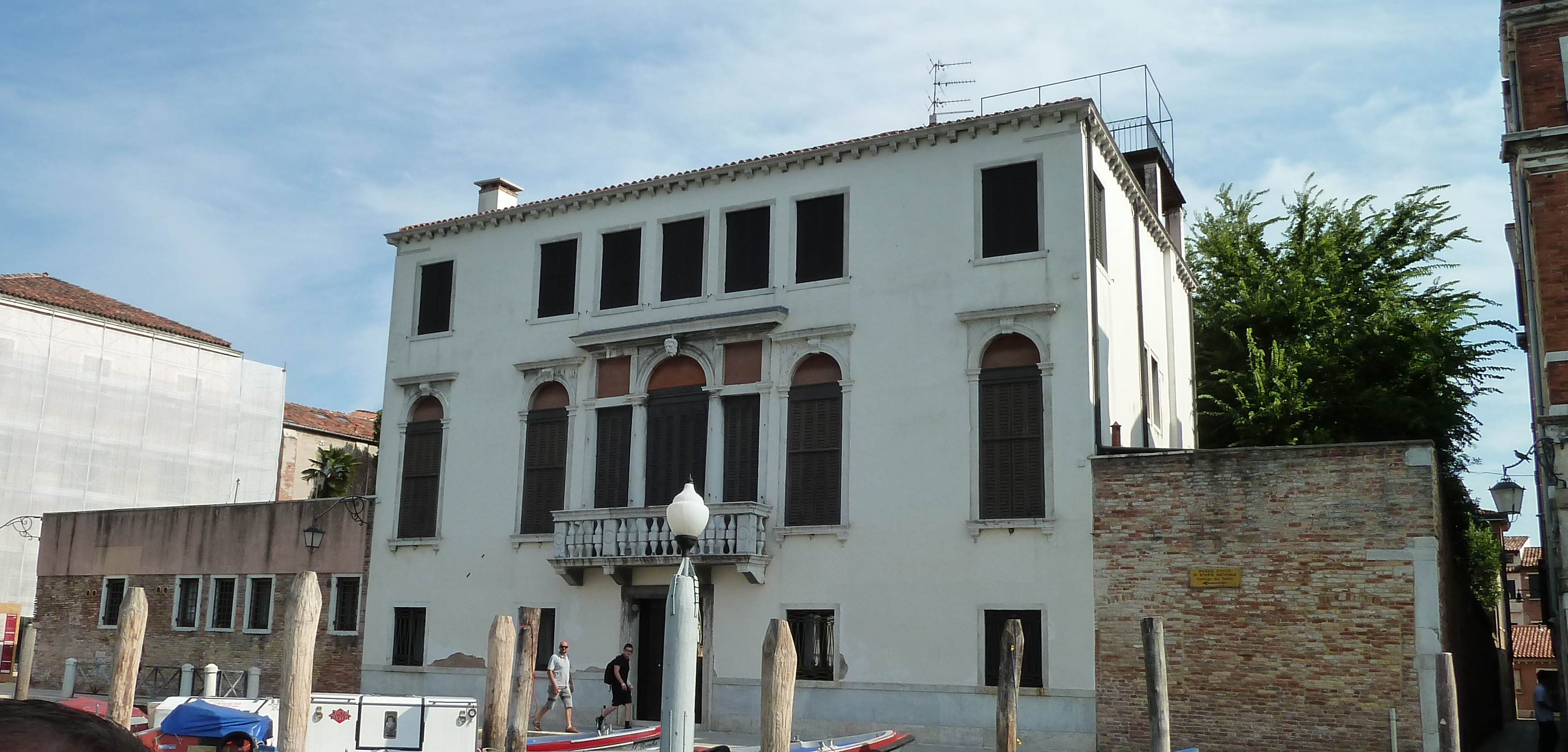
Venezianisches Fenster als Balkontür am Palazzo Marcello Toderini in Venedig (17. Jh.)